# Sisarahili (Namohalu Esiwa)
Sisarahili is een bestuurslaag in het regentschap Nias Utara van de provincie Noord-Sumatra, Indonesië. Sisarahili telt 1522 inwoners (volkstelling 2010).